# Claudio Dalla Zuanna
Claudio Dalla Zuanna (Buenos Aires, 7 novembre 1958) è un arcivescovo cattolico e missionario italiano.

## Biografia
È nato in Argentina da genitori italiani ma, ancora ragazzino, si è trasferito nel paese di origine della famiglia (San Nazario, in provincia di Vicenza e diocesi di Padova). Sin dalle medie ha frequentato gli istituti scolastici dei Sacerdoti del Sacro Cuore di Gesù, entrando lui stesso nella congregazione.
Ordinato sacerdote nel 1984, l'anno successivo parte per il Mozambico come missionario e vi rimane sino al 2003. Nel frattempo ricopre alcune importanti cariche in seno alla congregazione; dal 2009 è vicario generale.
Il 7 ottobre 2012 è tornato in Mozambico essendo stato nominato arcivescovo di Beira. La cerimonia di ordinazione è avvenuta presso lo stadio da basket del club ferroviario di Beira ed è stata officiata dal presidente della Conferenza Episcopale del Mozambico Lucio Andrice Muandula. Il 29 giugno 2013 papa Francesco gli ha consegnato il pallio durante una cerimonia svoltasi nella basilica di San Pietro in occasione della festività dei santi Pietro e Paolo.

## Genealogia episcopale e successione apostolica
La genealogia episcopale è:
- Cardinale Scipione Rebiba
- Cardinale Giulio Antonio Santori
- Cardinale Girolamo Bernerio, O.P.
- Arcivescovo Galeazzo Sanvitale
- Cardinale Ludovico Ludovisi
- Cardinale Luigi Caetani
- Cardinale Ulderico Carpegna
- Cardinale Paluzzo Paluzzi Altieri degli Albertoni
- Papa Benedetto XIII
- Papa Benedetto XIV
- Papa Clemente XIII
- Cardinale Bernardino Giraud
- Cardinale Alessandro Mattei
- Cardinale Pietro Francesco Galleffi
- Cardinale Giacomo Filippo Fransoni
- Cardinale Carlo Sacconi
- Cardinale Edward Henry Howard
- Cardinale Mariano Rampolla del Tindaro
- Cardinale Rafael Merry del Val
- Arcivescovo Duarte Leopoldo e Silva
- Arcivescovo Paulo de Tarso Campos
- Cardinale Agnelo Rossi
- Cardinale Alexandre José Maria dos Santos, O.F.M.
- Vescovo Lucio Andrice Muandula
- Arcivescovo Claudio Della Zuanna, S.C.I.

La successione apostolica è:
- Vescovo António Manuel Bogaio Constantino, M.C.C.I. (2023)